# Бельдюговидні
Бельдюговидні (Zoarcoidei) є підрядом Perciformes, найбільшого ряду риб. Підряд включає в себе зубаток, бельдюг та інші.

## Родини
- Anarhichadidae — Зубаткові
- Bathymasteridae — Батимастерові
- Cryptacanthodidae — Кривороті
- Pholidae — Маслюкові
- Ptilichthyidae — Птиліхтові
- Scytalinidae — Сциталінові
- Stichaeidae — Стіхеєві
- Zaproridae — Запророві
- Zoarcidae —  Бельдюгові